# 埃德加·貝尼特斯
埃德加·貝尼特斯（西班牙語：Édgar Benítez；1987年11月8日—）是一位巴拉圭足球運動員。在場上的位置是前鋒。他現在效力於墨西哥足球甲級聯賽球隊托盧卡體育足球俱樂部。他也代表巴拉圭國家足球隊參賽，入選了巴拉圭2010年世界杯大名單。